# Robiquetia

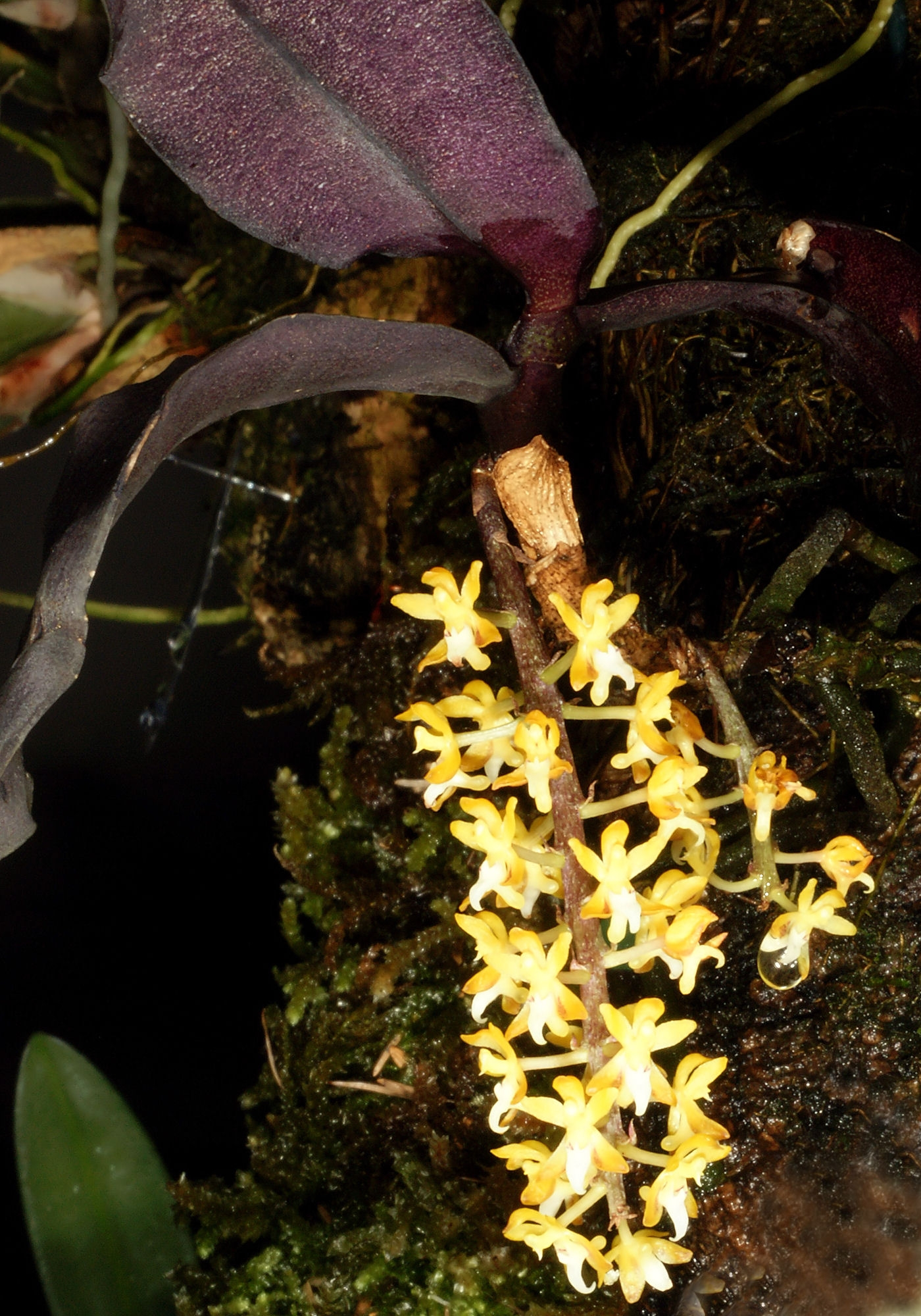
Robiquetia aberrans

Robiquetia  (em português: Robiquécia) é um género botânico pertencente à família das orquídeas (Orchidaceae).

## Etimologia
O nome deste gênero (Rbq.) foi dado em homenagem ao químico francês, que isolou a cafeína e a codeína,  "Pierre Jean Robiquet" (1780–1840), que teve seu nome latinizado para "Petrus Ionannes Robiquetius".
Lista de espécies:
A seguinte é uma lista das espécies de Robiquetia aceite pela World Checklist of Selected Plant Families em dezembro de 2018:
- Robiquetia aberrans (Schltr.) Kocyan & Schuit. - Thailand to Malesia
- Robiquetia adelineana P.O'Byrne - Malaysia
- Robiquetia amboinensis (J.J.Sm.) J.J.Sm. - Ambon
- Robiquetia amesiana Kocyan & Schuit.
- Robiquetia anceps J.J.Sm. - Ternate
- Robiquetia andamanica (N.P.Balakr. & N.Bhargava) Kocyan & Schuit.
- Robiquetia angustifolia Schltr. - Sulawesi
- Robiquetia arunachalensis (A.N.Rao) Kocyan & Schuit.
- Robiquetia ascendens Gaudich. - Maluku
- Robiquetia batakensis (Schltr.) Kocyan & Schuit.
- Robiquetia bertholdii (Rchb.f.) Schltr. - Fiji, Santa Cruz Islands, Tonga, Vanuatu
- Robiquetia bicruris J.J.Sm.
- Robiquetia bifida (Lindl.) Kocyan & Schuit.
- Robiquetia brassii Ormerod - New Guinea
- Robiquetia brevifolia (Lindl.) Garay - Sri Lanka
- Robiquetia brevisaccata (J.J.Sm.) Kocyan & Schuit.
- Robiquetia camptocentrum (Schltr.) J.J.Sm. - New Guinea
- Robiquetia cerina (Rchb.f.) Garay - Philippines
- Robiquetia cladophylax (Schltr.) Kocyan & Schuit.
- Robiquetia compressa (Lindl.) Schltr. - Philippines
- Robiquetia crassa (Ridl.) Schltr. - Sarawak
- Robiquetia crockerensis J.J.Wood & A.L.Lamb in J.J.Wood & al. - Sarawak, Sabah
- Robiquetia culicifera (Ridl.) Kocyan & Schuit.
- Robiquetia dentifera J.J.Sm. - Seram
- Robiquetia discolor (Rchb.f.) Seidenf. & Garay - Philippines
- Robiquetia dutertei Cootes, Naive & M.Leon
- Robiquetia eburnea (W.Suarez & Cootes) Kocyan & Schuit.
- Robiquetia enigma Ferreras & W.Suarez - Philippines
- Robiquetia flammea (R.Boos, Cootes & W.Suarez) Kocyan & Schuit.
- Robiquetia flexa (Rchb.f.) Garay - New Guinea
- Robiquetia forbesii (Ridl.) Kocyan & Schuit.
- Robiquetia gautierensis (J.J.Sm.) Kocyan & Schuit.
- Robiquetia glomerata (Rolfe) Kocyan & Schuit.
- Robiquetia gracilis (Lindl.) Garay - India, Sri Lanka, Andaman and Nicobar Islands
- Robiquetia gracilistipes (Schltr.) J.J.Sm. - Queensland, New Guinea, Solomons
- Robiquetia hamata Schltr. - New Guinea
- Robiquetia hansenii J.J.Sm - Mentawai
- Robiquetia honhoffii (Schuit. & A.Vogel) Kocyan & Schuit.
- Robiquetia inflata (Metusala & P.O'Byrne) Kocyan & Schuit.
- Robiquetia insectifera (J.J.Sm.) Kocyan & Schuit.
- Robiquetia josephiana Manilal & C.S.Kumar - Kerala
- Robiquetia juliae (P.O'Byrne) Kocyan & Schuit.
- Robiquetia kawakamii (J.J.Sm.) Kocyan & Schuit.
- Robiquetia kusaiensis Fukuy. - Kosrae
- Robiquetia ligulata (J.J.Sm.) Kocyan & Schuit.
- Robiquetia longipedunculata Schltr. - Sulawesi
- Robiquetia lutea (Volk) Schltr. - Caroline Islands
- Robiquetia lyonii (Ames) Kocyan & Schuit.
- Robiquetia millariae Ormerod - Solomons
- Robiquetia minahassae (Schltr.) J.J.Sm. - Sulawesi
- Robiquetia minimiflora (Hook.f.) Kocyan & Schuit.
- Robiquetia pachyphylla (Rchb.f.) Garay - Myanmar, Thailand, Vietnam
- Robiquetia palawensis Tuyama - Palau
- Robiquetia palustris (J.J.Sm.) Kocyan & Schuit.
- Robiquetia pantherina (Kraenzl.) Ames  - Philippines
- Robiquetia penangiana (Hook.f.) Kocyan & Schuit.
- Robiquetia pinosukensis J.J.Wood & A.L.Lamb in J.J.Wood & al. - Sabah, Sarawak
- Robiquetia punctata (J.J.Wood & A.L.Lamb) Kocyan & Schuit.
- Robiquetia reflexa (R.Boos & Cootes) Kocyan & Schuit.
- Robiquetia rosea (Lindl.) Garay - Karnataka, Sri Lanka
- Robiquetia sanguinicors (P.O'Byrne & J.J.Verm.) Kocyan & Schuit.
- Robiquetia schizogenia (Ferreras, Cootes & R.Boos) J.M.H.Shaw
- Robiquetia serpentina (J.J.Sm.) Kocyan & Schuit.
- Robiquetia spathulata (Blume) J.J.Sm - Hainan, Bhutan, Cambodia, Assam, Indonesia, Laos, Malaysia, Myanmar, Singapore, Thailand, Vietnam
- Robiquetia sphingoides (J.J.Sm.) Kocyan & Schuit.
- Robiquetia steffensii (Schltr.) Kocyan & Schuit.
- Robiquetia succisa (Lindl.) Seidenf. & Garay - Fujian, Guangdong, Guangxi, Hainan, Yunnan, Bhutan, Cambodia, Assam, Laos, Myanmar, Thailand, Vietnam, Bangladesh
- Robiquetia sulitiana (Ormerod) Kocyan & Schuit.
- Robiquetia sylvestris (Ridl.) Kocyan & Schuit.
- Robiquetia tomaniensis J.J.Wood & A.L.Lamb - Sabah
- Robiquetia tongaensis P.J.Cribb & Ormerod - Tonga
- Robiquetia transversisaccata (Ames & C.Schweinf.) J.J.Wood in J.J.Wood & al. - Sabah, Sarawak
- Robiquetia trukensis Tuyama - Chuuk
- Robiquetia vanoverberghii Ames - Philippines
- Robiquetia vaupelii (Schltr.) Ormerod & J.J.Wood - Fiji, Samoa
- Robiquetia vietnamensis (Guillaumin) Kocyan & Schuit.
- Robiquetia virescens Ormerod & S.S.Fernando - Sri Lanka
- Robiquetia viridirosea J.J.Sm. - Buru, Seram
- Robiquetia wariana (Schltr.) Kocyan & Schuit.
- Robiquetia wassellii Dockrill - Queensland
- Robiquetia witteana (Rchb.f.) Kocyan & Schuit.
- Robiquetia woodfordii (Rolfe) Garay - Solomons